# Quinebaug
La Quinebaug est une rivière de 111 km coulant dans le centre-sud du Massachusetts et l'est du Connecticut, aux États-Unis. Son bassin versant de 2 200 km2 s'étend jusque dans l'ouest de Rhode Island.
Le nom « Quinebaug » vient de l'appellation amérindienne de Nouvelle-Angleterre Qunnubbâgge, Quinibauge, etc. de qunni-, « long », et -paug, « bassin ». Trois sections de la rivière ont été classées par le National Recreation Trail pour la randonnée nautique en canoë-kayak : il s'agit des premiers itinéraires aquatiques reconnus par cette organisation. La voie verte de la côte est (en) chemine par endroits sur ses berges, et certains secteurs font partie du corridor de la dernière vallée verte du patrimoine national (en).

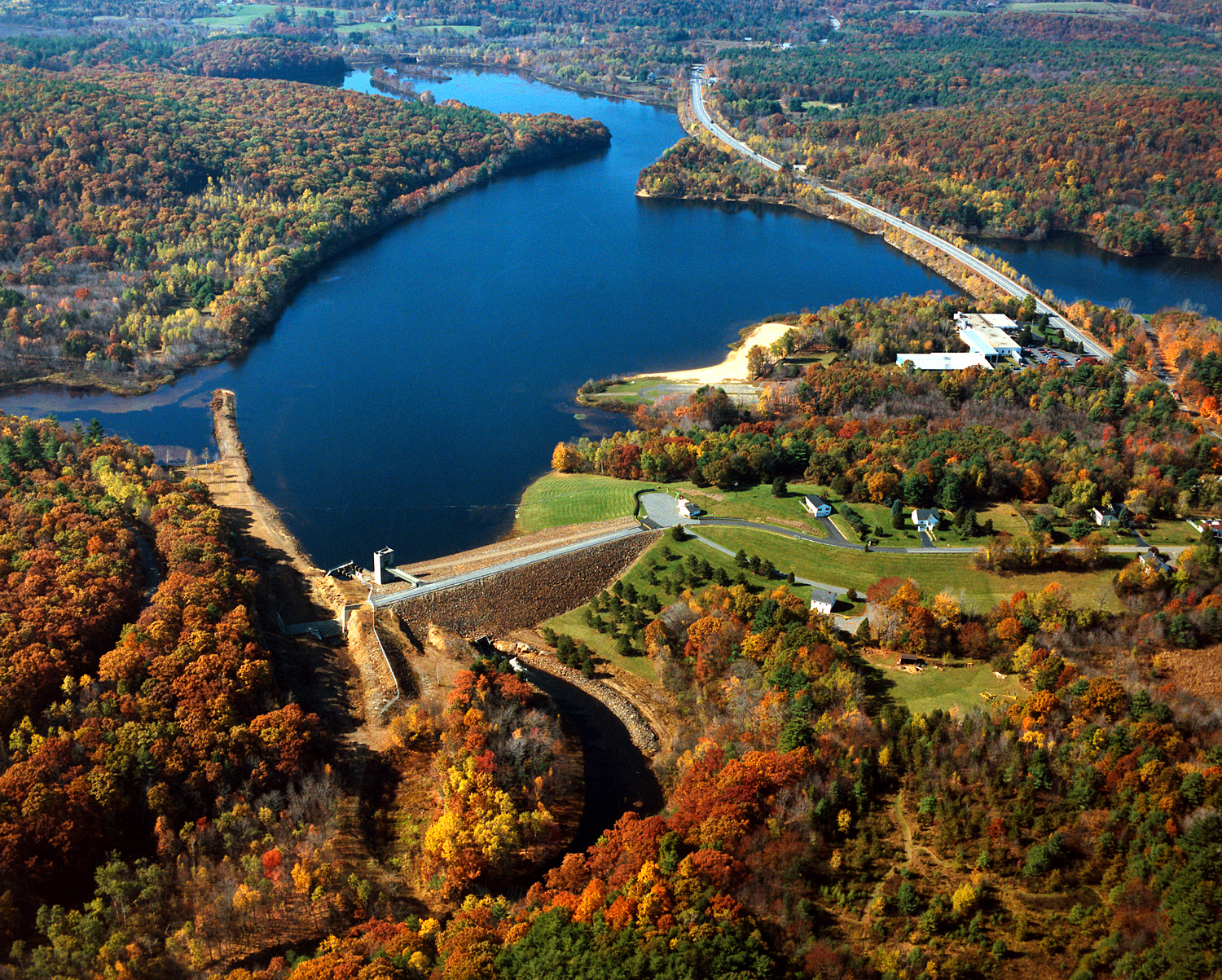
Le lac et le barrage d'East Brimfield (en).
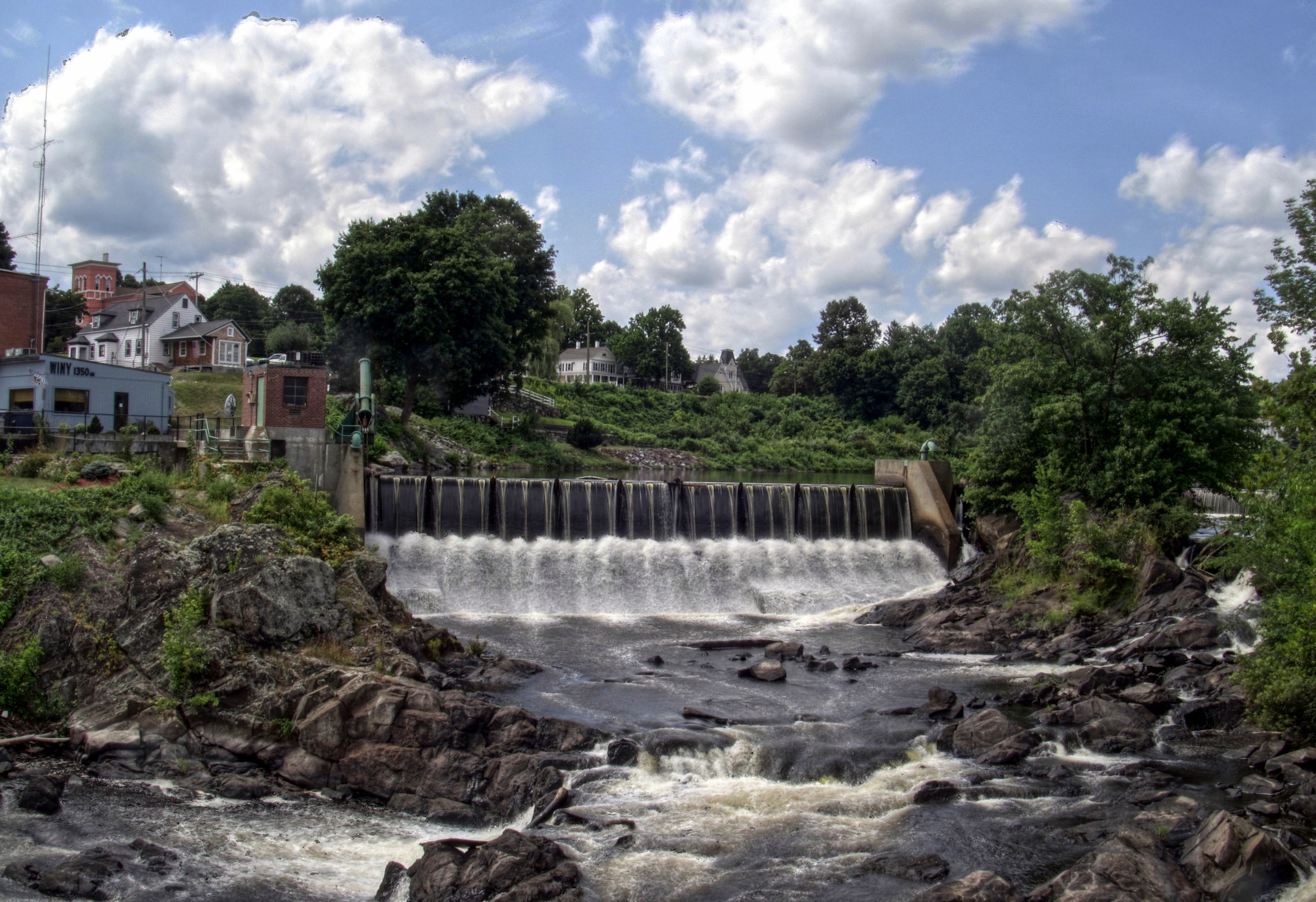
Les chûtes de Cargill à Putnam.
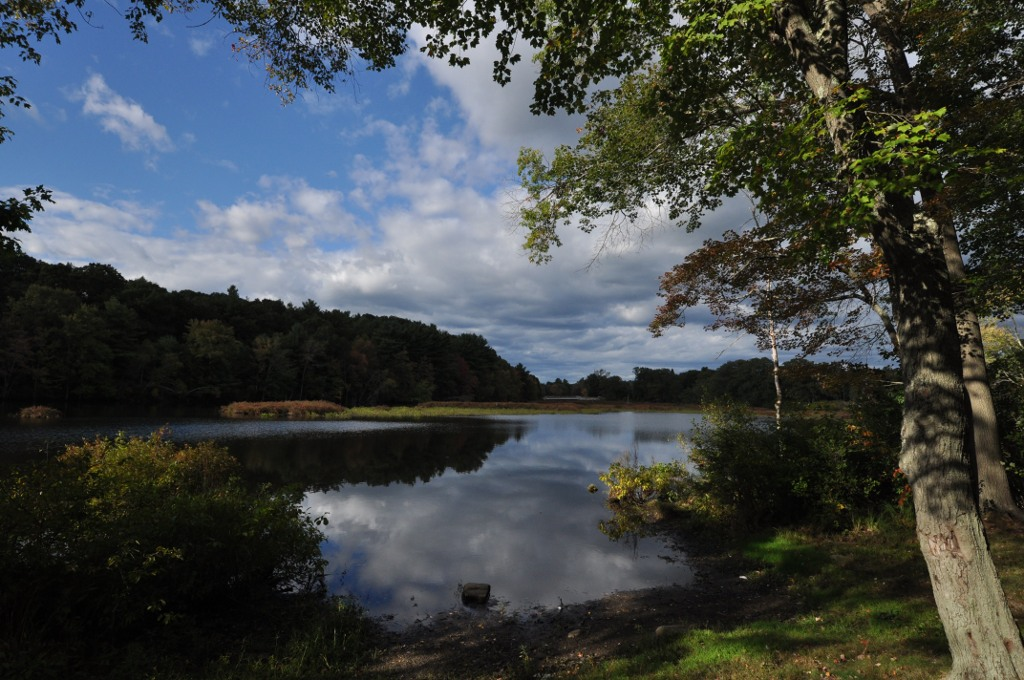
La rivière près de Thompson.
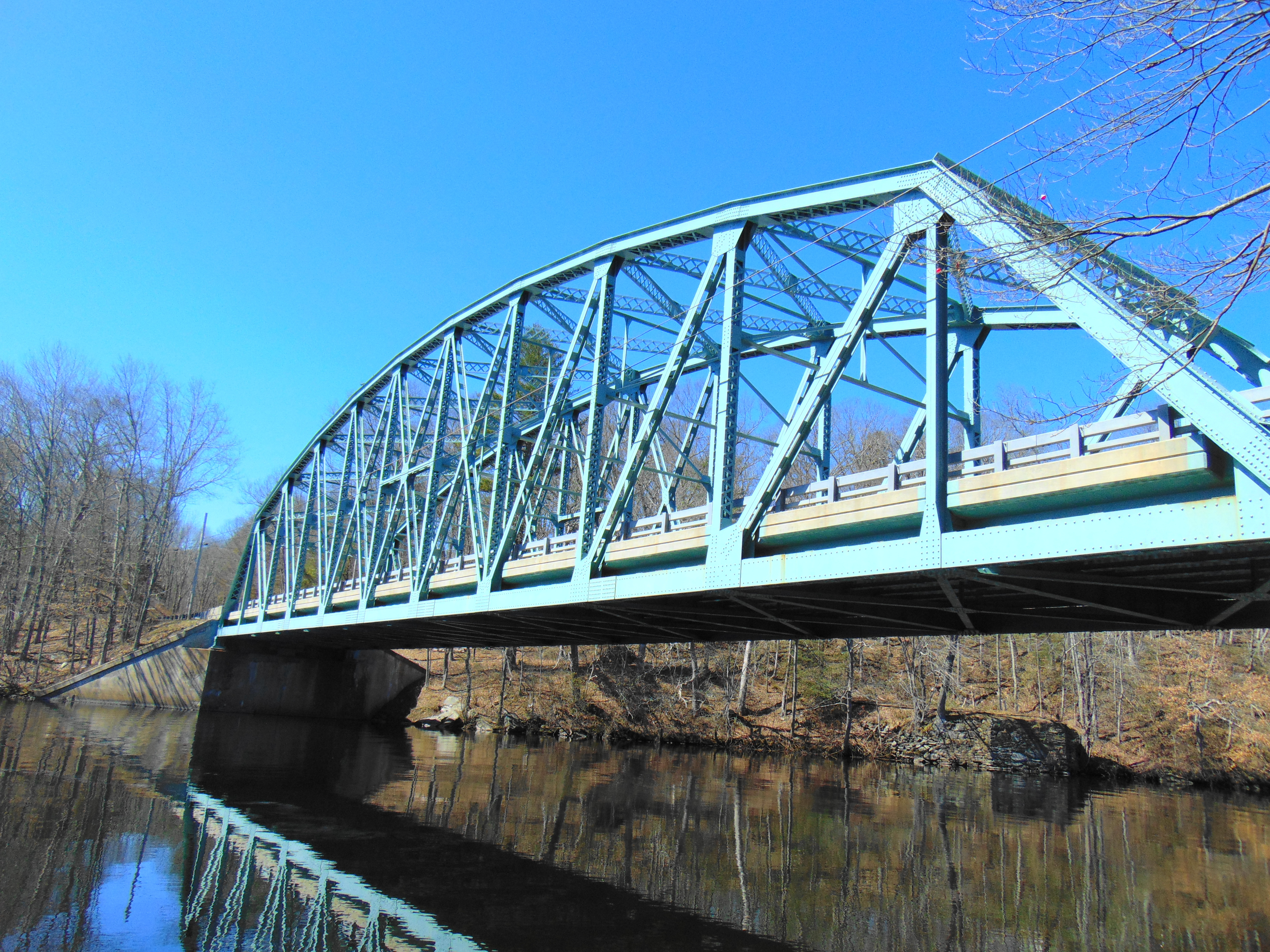
Le pont de Butts (en) sur la rivière, classé au registre national des lieux historiques.